# District de Marolambo
Le district de Marolambo est un district malgache situé dans la région d'Atsinanana à l'est du pays, dans la province de Tamatave.
Le district est constitué de douze communes rurales et urbaines.

## Démographie
| 1993   | 2000    | 2005    | 2007    |
| ------ | ------- | ------- | ------- |
| 92 384 | 116 370 | 136 759 | 145 934 |